# تويوتا كالدينا
تويوتا كالدينا هي سيارة مدمجة ستيشن واغن من صناعة شركة تويوتا لتحل محل الجيل الثامن من سيارة كورونا وسيارة كارينا، أنتجت للسوق اليابانية في عام 1992.